# Бегуниці
Бегуниці (фін. Pekunitsa) — село в Волосовському районі Ленінградської області. Адміністративний центр Бєгуніцького сільського поселення.
Кількість населення за даними перепису населення 2009 року становило 7576 чоловік, другий по величині населений пункт в Волосовському районі після адміністративного центру — міста Волосово. В основному селище забудоване п'ятиповерховими будинками.

## Розташування
- Село розташоване на автодорозі М11(Е20) «Нарва».
- Від Волосово до Бегуніц можна доїхати автобусом № 33.

## Історія
На початках навколишня територія була населена фіно-угорськими племенами водь і чудь. Слов'янське освоєння регіону почалось з XI століття ільменськими слов'янами та кривичами. У другій половині XI ст. в районі Бєгуніц з'являються перші насипи, під якими поховані померлі з незвичною для слов'ян обстановкою, в інвентарі поховань чітко простежуються елементи прибалтійсько-фінської культури. Відбулось поєднання етнокультурної спільноти водь, чудь, слов'ян, кривичів вже на перших етапах спільного проживання.

## Населення
| 1838  | 1848  | 1862  | 1885  | 1928  | 1965 | 1990  |
| ----- | ----- | ----- | ----- | ----- | ---- | ----- |
| 143   | ↘129  | ↘44   | ↗60   | ↗225  | ↗784 | ↗3392 |
| 1997  | 2002  | 2007  | 2010  | 2017  |      |       |
| ↗3670 | ↘3576 | ↗3610 | ↗3702 | ↗4190 |      |       |

## Екологічна ситуація
Зона підвищеної радіоактивності. Місцевим жителям та приїжджим, які проживають у селищі понад 5 років, оплачуються «гробові» — 300 рублів. В документах посилання на Чорнобильські події, але за чутками, це «подарунок» більш близького сусіда тих же років. Однозначно чисте місце — селище Радіци, біля Мєстаново. Рядом з пилорамою розташована величезна яма з відходами від виробництва фарб.